# André Rousseau (pilote automobile)
Pour les articles homonymes, voir André Rousseau (homonymie) et Rousseau.
André Rousseau est un ancien pilote automobile français, sur circuits.

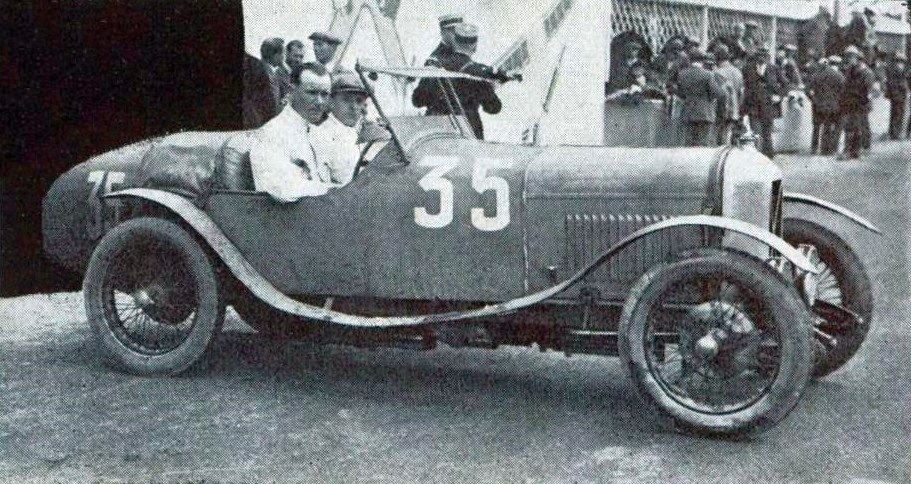
Georges Casse et André Rousseau sur Salmson GS 1.1 l victorieuse de la quatrième Coupe biennale Rudge-Whitworth aux 24 Heures du Mans 1928.

## Biographie
Sa carrière en sport automobile s'étale entre 1926 et 1933.
De 1926 à 1928 il évolue sur Salmson, obtenant ainsi un podium au Grand Prix de France 1928 (confondu cette année-là avec le Grand Prix du Comminges) et, aux 24 Heures du Mans la saison précédente associé à Georges Casse (lui-même cinquième du GP de France 1928 pour Salmson).
En quatre participations aux 24 Heures du Mans (dont trois consécutivement avec Salmson et George Casse de 1926 à 1928), il s'est toujours classé parmi les dix premiers. La paire Casse / Rousseau remporte deux fois consécutivement l'indice de performance de l'épreuve ainsi que la coupe Biennale, en 1927 et 1928 (avec Salmson).

## Palmarès

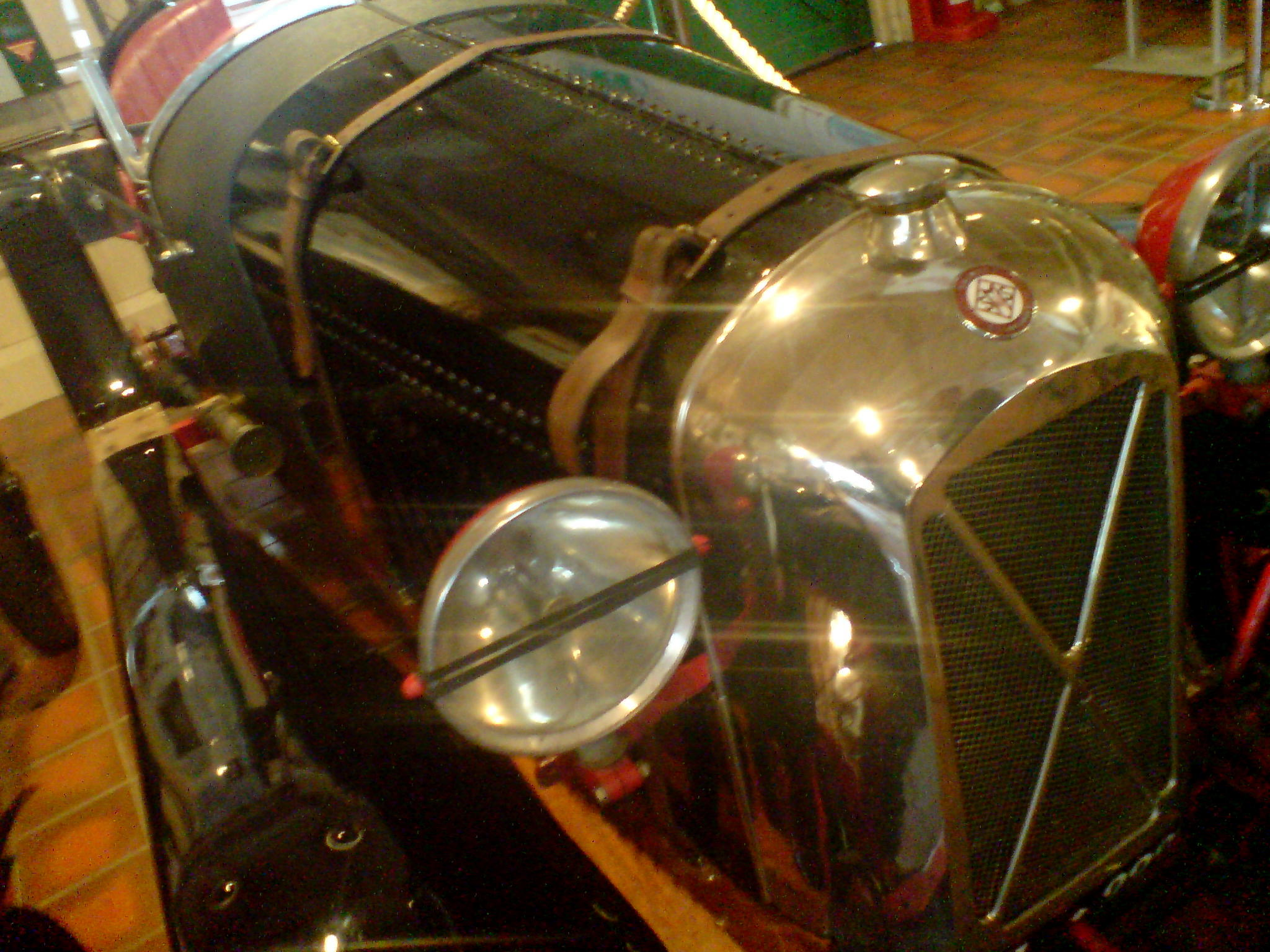
Une Salmson GS, ici au musée de Brooklands.

- 2e du Grand Prix automobile de France, en 1928 sur Salmson GS (épreuve alors pour voitures de sport)
- 2e de la Coupe Georges Boillot, en 1928 sur Salmson GS
- 3e des 24 Heures du Mans, en 1927 sur Salmson GS 1,1 l
- 4e du Grand Prix de l'ACF Cyclecars, en 1926 sur Salmson
- 8e des 24 Heures du Mans 1933, sur Alfa Romeo 6C 1750GS Coupe (voiture personnelle)
- 9e des 24 Heures du Mans 1926 (Salmson GS 1,1 l)
- 10e des 24 Heures du Mans 1928 (Salmson GS 1,1 l)
- 13e des 24 Heures de Spa 1933 (Alfa Romeo 6C 1750)